# Iphigénie en Tauride (Piccinni)

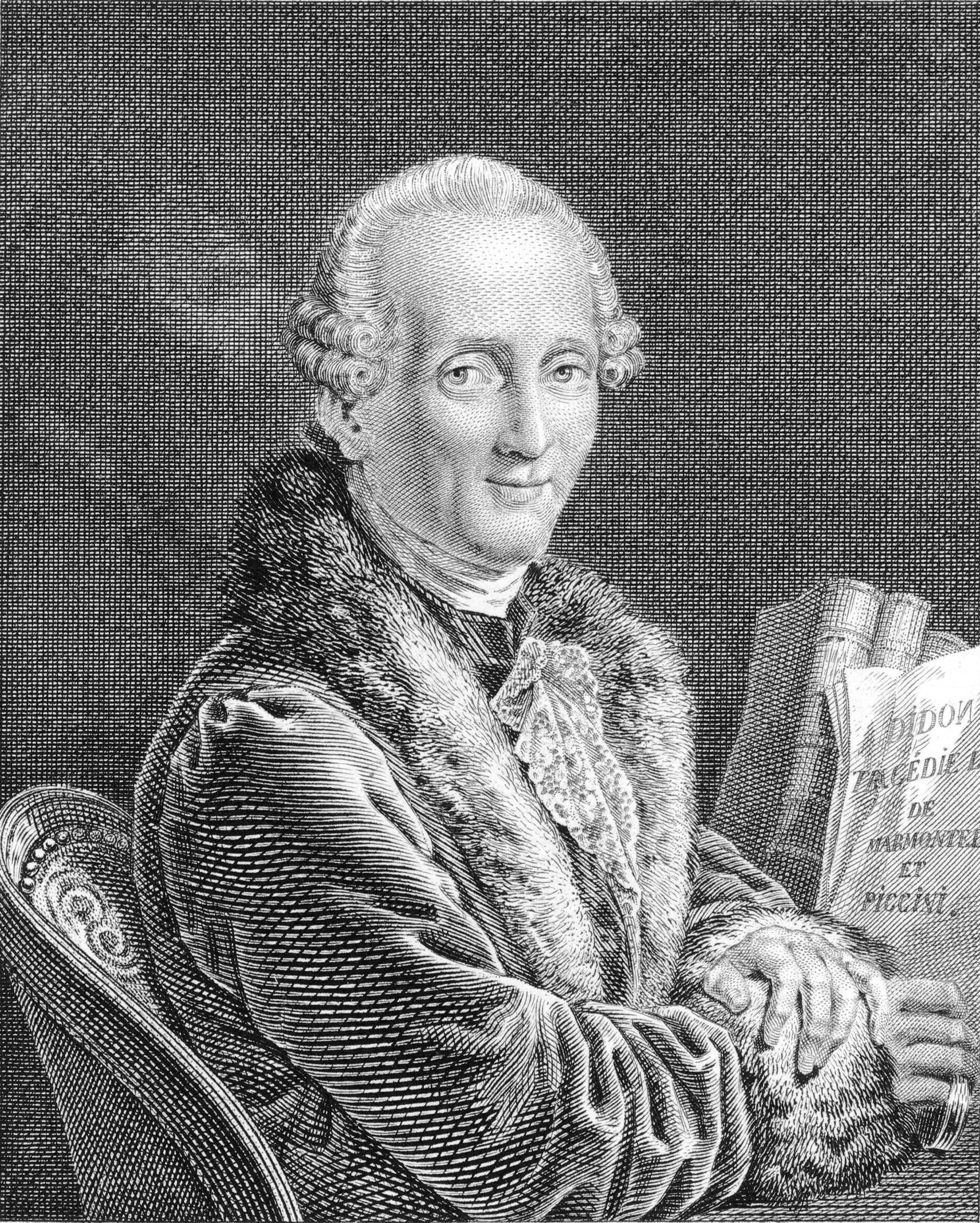
Niccolò Piccinni.

För Glucks opera, se Iphigénie en Tauride.
Iphigénie en Tauride (Ifigenia på Tauris) är en tragédie lyrique i fyra akter med musik av Niccolò Piccinni och libretto av Alphonse du Congé Dubreuil efter pjäsen med samma namn av Claude Guimond de La Touche, samt från Euripides drama Ifigenia i Tauris.

## Historia
Dubreuils libretto byggde på samma källa som Glucks opera. Piccinni fick beställning på operan samtidigt med Gluck 1779 men arbetet blev fördröjt i två år, och när den var färdig överskuggades den fullständigt av Glucks mästerverk. Piccinnis opera hade premiär den 23 januari 1781 på Parisoperan, och trots konkurrensen med Glucks opera vann den många anhängaren och sattes upp både 1785 och 1790.

## Personer
- Iphigénie (Ifigenia), översteprästinna för Artemis tempel på Tauris (Sopran)
- Oreste (Orestes), hennes bror (Tenor)
- Pylade (Pylades), grekisk prins och Orestes vän (Tenor)
- Thoas, skyternas kung (Bas)
- Diane (Artemis) (Sopran)
- Elise, Iphigénies förtrogna (Sopran)
- Två prästinnor (Sopraner)
- En skyt (Basbaryton)
- En skytisk kvinna (Sopran)

## Handling
Handlingen är i princip densamma som i Glucks opera men med den skillnaden att kung Thoas är förälskad i Iphigénie.